# Hidradenitis
La hidradenitis es cualquier enfermedad en la cual la anomalía histológica es principalmente un infiltrado inflamatorio alrededor de las glándulas ecrinas.: 780  Este grupo incluye la hidradenitis ecrina neutrofílica y la hidradenitis palmoplantar recurrente.: 780 
También se puede definir de manera más general como una inflamación de las glándulas sudoríparas.
La hidradenitis supurativa es una condición cutánea crónica que originalmente se pensó que se caracterizaba principalmente por inflamación supurada de las glándulas sudoríparas apocrinas.  Sin embargo, la evidencia reciente respalda que el evento primario es la hiperqueratosis folicular y la obstrucción.

## Síntomas
La hidradenitis supurativa es una enfermedad inflamatoria crónica de la piel, considerada miembro de la familia de trastornos del acné. A veces se llama acné inverso. Los primeros signos de HS son pequeñas protuberancias en la piel que se asemejan a granos, quistes, forúnculos o foliculitis. A medida que la enfermedad progresa y reaparecen los abscesos, se hacen más grandes y más dolorosos; eventualmente túneles de tejido cicatricial conectan las lesiones. Estas lesiones pueden abrirse si se agrandan demasiado y drenan pus manchado de sangre.

## Factor de riesgo
Un factor de riesgo es la edad; la HS  aparece generalmente por primera vez sobre los 20 años y principios de los 30. La enfermedad es mucho más común en las mujeres que en los hombres, pero por lo general es más grave y debilitante en los hombres. Otras afecciones asociadas incluyen obesidad, diabetes, síndrome metabólico, artritis, acné y otros trastornos inflamatorios. El diagnóstico precoz de esta enfermedad es muy importante para disminuir el número de erupciones, el dolor y el malestar.

## Tratamiento
La clínica Mayo sugiere lo siguiente: antibióticos (generalmente el perfil de efectos secundarios más bajo en comparación con otros tratamientos); corticosteroides (por ejemplo, prednisona); pero los corticosteroides tienen muchos efectos secundarios, incluida la "cara de luna" durante el uso de prueba de la medicación, así como el crecimiento de vello no deseado para las mujeres y / o la osteoporosis con el uso a largo plazo. Los inhibidores del factor de necrosis tumoral (TNF) -alfa como infliximab (Remicade) y adalimumab (Humira) se han mostrado prometedores para algunos, pero probablemente deberían considerarse un tratamiento de tercera línea, ya que el tratamiento se asocia con un mayor riesgo de infección, insuficiencia cardíaca y ciertos cánceres La cirugía también está disponible para quienes están abrumados por la afección, pero no curará la afección, solo aliviará los problemas relacionados con la piel por un tiempo. La enfermedad es perniciosa y casi siempre se garantiza que regrese, si no es en el mismo lugar donde se realizó la cirugía.
Algunos productos para el acné adulto pueden ayudar a aliviar algunos síntomas de los que padecen hidradenitis, aunque no hay garantía de que funcione en todos o incluso en la mayoría de las personas. Los medicamentos de anticoncepción hormonal pueden aliviar algunos síntomas en las mujeres; también hay un tratamiento hormonal para hombres, pero eso no ha demostrado ser seguro o efectivo hasta el momento.
Los tratamientos alternativos incluyen alfa hidroxiácidos (naturalmente disponible en pequeñas cantidades en cítricos), ácido azelaico y zinc. No se cree que sean tan efectivos como el tratamiento médico estándar, pero tienden a tener menos efectos secundarios. Algunos sugieren aceite de árbol de té y una cepa específica de levadura de cerveza, llamada CBS 5926. Sin embargo, la primera puede causar dermatitis de contacto para algunos y el desarrollo de los senos en adolescentes y no debe utilizarse si uno sufre de rosácea  empeorando los síntomas del  acné; este último (CBS 5962) puede causar migrañas y problemas intestinales en algunos pacientes. Ninguno de estos ha sido probado formalmente por la FDA, así que hay que tener cuidado con el riesgo que se toma cuando se renuncia a la medicina tradicional occidental por suplementos de hierbas.